# Euaresta
Euaresta är ett släkte av tvåvingar. Euaresta ingår i familjen borrflugor.

## Bildgalleri

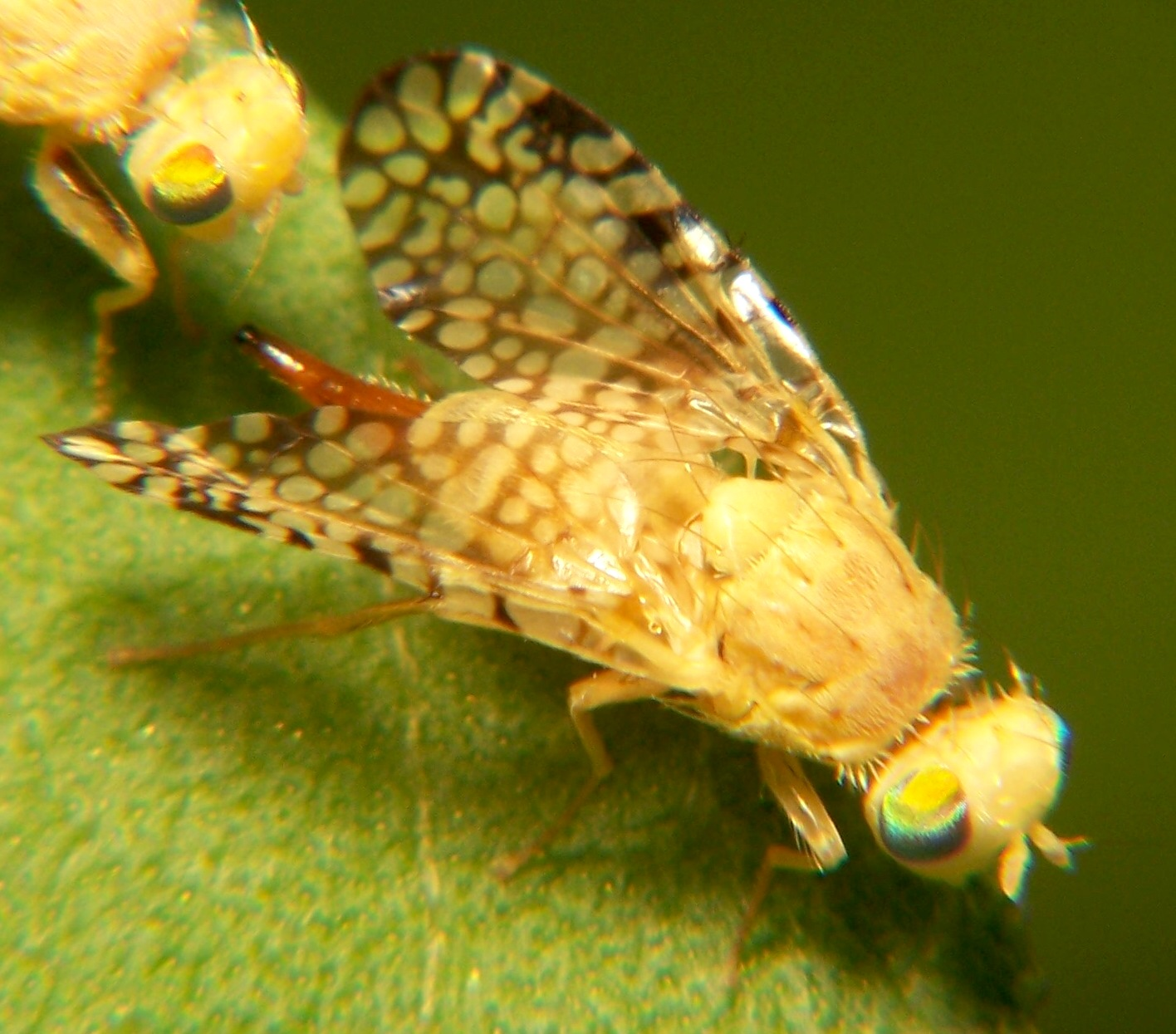
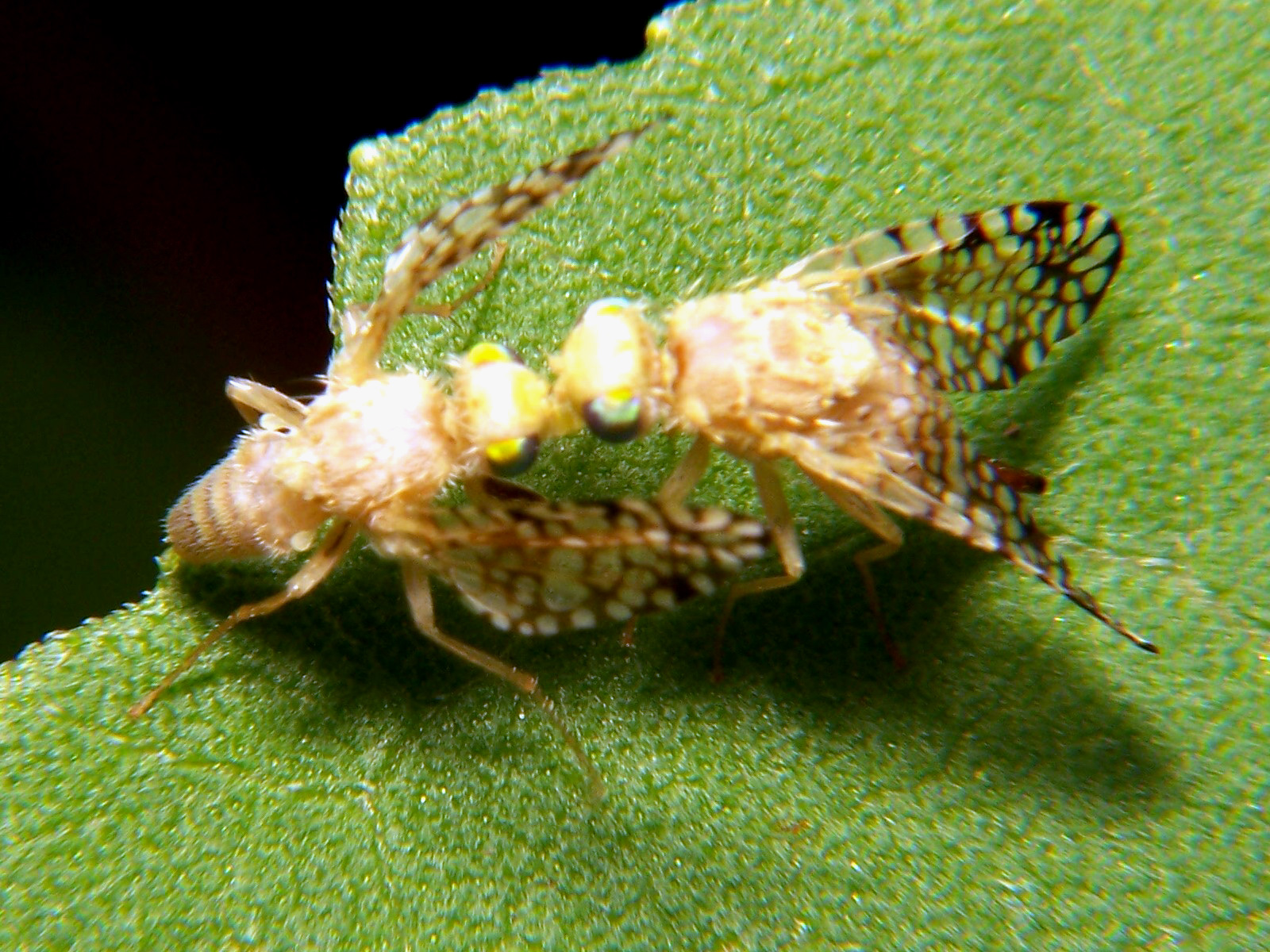